# 生きていてもいいですか
『生きていてもいいですか』（いきていてもいいですか）は、1980年4月5日に発表された、中島みゆきの7作目のオリジナルアルバム。
中島曰く“真っ暗けの極致”のアルバムで、「うらみ・ます」や「エレーン」など暗い内容の曲が多くを占めている。

## タイアップ
1982年6月19日に日本テレビ系列で放送された木曜ゴールデンドラマ『私が殺した女』（よみうりテレビ制作）では、作中で使われた音楽がすべて本アルバムからとられていた。ドラマの内容は『四谷怪談』の舞台を現代（1982年当時）に移して翻案したホラーである。

## 再発売
1983年にキャニオン・レコードよりCD化されており、現行盤のCDは2018年にヤマハミュージックコミュニケーションズから再発売されたもの（デジタルリマスタリングされた）。
このアルバムのポニーキャニオン盤は既に廃盤となっているが、2021年現在でも、このアルバムを含んだ通販限定CDボックスは、ポニーキャニオンショッピングクラブにて販売中である。
2012年、Tom Baker at Precision Mastering (Los Angeles) により新たにデジタルリマスタリングされたCDがクリスタルディスクにて発売された（規格品番：YMPCD-10016）。
また、デジタルリマスタリングされたCDは2012年10月25日より8枚組のBOXセット『中島みゆきBOX　私の声が聞こえますか〜臨月』にて通信販売限定にて発売された。

## チャート成績
中島みゆきのアルバムとしては2作目のオリコン首位獲得作品となり、このアルバムから7作連続（1985年『miss M.』まで）で首位を獲得している。

## 収録曲

### LPレコード
| 全作詞・作曲: 中島みゆき。 |                    |            |            |                      |      |
| #                          | タイトル           | 作詞       | 作曲・編曲 | 編曲                 | 時間 |
| 1.                         | 「うらみ・ます」   | 中島みゆき | 中島みゆき | 後藤次利             | 7:27 |
| 2.                         | 「泣きたい夜に」   | 中島みゆき | 中島みゆき | 後藤次利             | 4:54 |
| 3.                         | 「キツネ狩りの歌」 | 中島みゆき | 中島みゆき | 後藤次利             | 4:08 |
| 4.                         | 「蕎麦屋」         | 中島みゆき | 中島みゆき | 後藤次利・中島みゆき | 5:09 |
| 合計時間:                  | 合計時間:          | 合計時間:  | 21:38      |                      |      |

| 全作詞: 中島みゆき（#2除く）。 |                        |                      |            |                      |      |
| #                              | タイトル               | 作詞                 | 作曲       | 編曲                 | 時間 |
| 1.                             | 「船を出すのなら九月」 | 中島みゆき（#2除く） | 中島みゆき | 後藤次利             | 5:12 |
| 2.                             | 「 」                  | 中島みゆき（#2除く） | 中島みゆき | 後藤次利             | 1:10 |
| 3.                             | 「エレーン」           | 中島みゆき（#2除く） | 後藤次利   | 後藤次利             | 7:44 |
| 4.                             | 「異国」               | 中島みゆき（#2除く） | 中島みゆき | 後藤次利・中島みゆき | 9:12 |
| 合計時間:                      | 合計時間:              | 合計時間:            | 合計時間:  | 23:18                |      |

### CD
| 全作詞: 中島みゆき（#2除く）。 |                        |                      |            |                      |      |
| #                              | タイトル               | 作詞                 | 作曲       | 編曲                 | 時間 |
| 1.                             | 「うらみ・ます」       | 中島みゆき（#2除く） | 中島みゆき | 後藤次利             | 7:27 |
| 2.                             | 「泣きたい夜に」       | 中島みゆき（#2除く） | 中島みゆき | 後藤次利             | 4:54 |
| 3.                             | 「キツネ狩りの歌」     | 中島みゆき（#2除く） | 中島みゆき | 後藤次利             | 4:08 |
| 4.                             | 「蕎麦屋」             | 中島みゆき（#2除く） | 中島みゆき | 後藤次利・中島みゆき | 5:09 |
| 5.                             | 「船を出すのなら九月」 | 中島みゆき（#2除く） | 中島みゆき | 後藤次利             | 5:12 |
| 6.                             | 「 」                  | 中島みゆき（#2除く） | 後藤次利   | 後藤次利             | 1:10 |
| 7.                             | 「エレーン」           | 中島みゆき（#2除く） | 中島みゆき | 後藤次利             | 7:44 |
| 8.                             | 「異国」               | 中島みゆき（#2除く） | 中島みゆき | 後藤次利・中島みゆき | 9:12 |
| 合計時間:                      | 合計時間:              | 合計時間:            | 合計時間:  | 44:56                |      |

## 楽曲解説
1. うらみ・ます
  - 嗚咽を伴った歌唱が話題となった作品。そのことを聞かれた際に彼女は「あれはスタジオライブ」と語った。
  - フジテレビ系列の特番『明石家サンタの史上最大のクリスマスプレゼントショー』で、視聴者が合格したものの、プレゼントではずれを引いたときに流れる曲
2. 泣きたい夜に
3. キツネ狩りの歌
4. 蕎麦屋
  - 歌詞の中で主人公を誘う人物は、デビュー当時からの付き合いである写真家の田村仁であるとされる。またラジオ番組内で所ジョージから「ゲームに負けたら『寿司屋』にちなんだ『蕎麦屋』という曲を作って歌え」と言われた中島が、罰ゲームとして所の命令で書かされたとも言われている。
  - 2012年には、斉藤和義が自身のアルバム内でカバーしている。
5. 船を出すのなら九月
6. - タイトル無表記のインストゥルメンタル。作曲も中島はしておらず、前の曲と次の曲をつなげるインタールードである。JASRACデータベース上でのタイトルは「無題」。作品コード『085-2181-6 無題』として登録されている[3]（ISRC：JPI808000006[4]）。
  - iTunes Storeに配信された際は、便宜上「無題」というタイトル（ファイル名）が付与されている。
7. エレーン
  - 同じアパート（定宿にしているホテル）に住んでいた外国人娼婦の思い出が基になっていることが、1987年のコンサートツアーの中で、本人から語られた。ある朝、無惨に殺害された彼女は全裸でゴミ捨て場に遺棄されており、新聞はわずか数行の扱いで、捜査も結局迷宮入りになったとのことである。後に出版された中島執筆の小説『女歌』にもそのことが書かれている。小説内での名前は「ヘレン」である。
8. 異国
  - フジテレビ系ドラマ『北の国から』において、主人公の五郎に対して幼馴染のみどりが「中島みゆきの『異国』って知ってる?なんともたまんない歌なんだよね。『忘れたふりを装いながらも靴を脱ぐ場所があけてあるふるさと』ってさ」と語りかけている。

## 演奏者
- Vocals, A.Guitar：中島みゆき

| うらみ・ます - E.Bass：後藤次利 - Drums：滝本孝雄 - E.Guitar：鈴木茂 - A.Guitar, F.Mandolin：石川鷹彦 - Keyboards：西本明 - Lutin Percussion：佐藤康和 - P.Trumpet：数原晋 - Flute, A.Flute, B.Flute：衛藤幸雄 - Strings：ジョー・アンサンブル - Violin：玉野嘉久 - Harmonica：八木伸郎 - 尺八：村岡実 - M.Acco：風間文彦 泣きたい夜に - E.Bass：後藤次利 - Drums：滝本孝雄 - E.Guitar：鈴木茂 - A.Guitar, F.Mandolin：石川鷹彦 - Keyboards：西本明 - Lutin Percussion：佐藤康和 - P.Trumpet：数原晋 - Flute, A.Flute, B.Flute：衛藤幸雄 - Strings：ジョー・アンサンブル - Violin：玉野嘉久 - Harmonica：八木伸郎 - 尺八：村岡実 - M.Acco：風間文彦 キツネ狩りの歌 - E.Bass：後藤次利 - Drums：滝本孝雄 - E.Guitar：鈴木茂 - A.Guitar, F.Mandolin：石川鷹彦 - Keyboards：西本明 - Lutin Percussion：佐藤康和 - P.Trumpet：数原晋 - Flute, A.Flute, B.Flute：衛藤幸雄 - Strings：ジョー・アンサンブル - Violin：玉野嘉久 - Harmonica：八木伸郎 - 尺八：村岡実 - M.Acco：風間文彦 蕎麦屋 - E.Bass：後藤次利 - Drums：滝本孝雄 - E.Guitar：鈴木茂 - A.Guitar, F.Mandolin：石川鷹彦 - Lutin Percussion：佐藤康和 - P.Trumpet：数原晋 - Flute, A.Flute, B.Flute：衛藤幸雄 - Strings：ジョー・アンサンブル - Violin：玉野嘉久 - Harmonica：八木伸郎 - 尺八：村岡実 - M.Acco：風間文彦 | 船を出すのなら九月 - E.Bass：後藤次利 - Drums：滝本孝雄 - E.Guitar：鈴木茂 - A.Guitar, F.Mandolin：石川鷹彦 - Keyboards：田代真紀子・西本明 - Lutin Percussion：佐藤康和 - P.Trumpet：数原晋 - Flute, A.Flute, B.Flute：衛藤幸雄 - Strings：ジョー・アンサンブル - Violin：玉野嘉久 - Harmonica：八木伸郎 - 尺八：村岡実 - M.Acco：風間文彦 無題 - Keyboards：西本明 エレーン - E.Bass：後藤次利 - Drums：角田ヒロ - E.Guitar：鈴木茂 - A.Guitar, F.Mandolin：石川鷹彦 - Keyboards：田代真紀子 - Lutin Percussion：佐藤康和 - P.Trumpet：数原晋 - Flute, A.Flute, B.Flute：衛藤幸雄 - Strings：ジョー・アンサンブル - Violin：玉野嘉久 - Harmonica：八木伸郎 - 尺八：村岡実 - M.Acco：風間文彦 異国 - E.Bass：後藤次利 - Drums：滝本孝雄 - E.Guitar：鈴木茂 - A.Guitar, F.Mandolin：石川鷹彦 - Keyboards：田代真紀子・西本明 - Lutin Percussion：佐藤康和 - P.Trumpet：数原晋 - Flute, A.Flute, B.Flute：衛藤幸雄 - Strings：ジョー・アンサンブル - Violin：玉野嘉久 - Harmonica：八木伸郎 - 尺八：村岡実 - M.Acco：風間文彦 |